# Luo Jianming
Luo Jianming (chinesisch 羅建明 / 罗建明, Pinyin Luó Jiànmíng; * 6. November 1969 in Foshan, Provinz Guangdong) ist ein ehemaliger chinesischer Gewichtheber. Er war Medaillengewinner bei Olympischen Spielen und Weltmeisterschaften.

## Werdegang
Luo Jianming begann 1982 an der Nanhai Sportschule mit dem Gewichtheben. Aufgrund seiner guten Fortschritte wurde er 1985 in die Provinzauswahl von Guangdong und 1989 in die chinesische Nationalmannschaft der Gewichtheber aufgenommen.
Im Jahre 1989 erfolgte bei der Junioren-Weltmeisterschaft in Fort Lauderdale/Florida sein erster Einsatz bei einer internationalen Meisterschaft. Er startete dort im Bantamgewicht und belegte mit einer Zweikampfleistung von 267,5 kg (122,5–145) den 3. Platz hinter dem Südkoreaner Chun Byung-kwan, 275 kg (120–155) und Albert Nasibulin aus der Sowjetunion, der auf 270 kg (120–155) kam. Im Reißen wurde er dabei mit 122,5 kg Junioren-Weltmeister.
1990 belegte Luo Jianming bei den Asienspielen in Peking im Bantamgewicht hinter Chun Byung-kwan und seinem Landsmann Liu Shoubin den 3. Platz. Den gleichen Platz belegte er auch bei der Weltmeisterschaft 1990 in Budapest. Dort musste er allerdings aus mannschaftstaktischen Gründen im Federgewicht starten. Seine Leistung betrug in Budapest 287,5 kg (130–157,5). Weltmeister wurde Nikolaj Peschalow aus Bulgarien, der auf 297,5 kg (127,5–170) kam vor Kim Yong-Su aus Nordkorea, der 295 kg (135–160) erzielte.
Bei der Weltmeisterschaft 1991 in Donaueschingen war Luo Jianming wieder im Bantamgewicht am Start. Er erreichte dort im Zweikampf 277,5 kg (130–147,5) und belegte mit dieser Leistung hinter Chun Byung-kwan, 295 kg (130–165) und Liu Shoubin, 292,5 kg (135–157,5) erneut den 3. Platz.
Bei den Olympischen Spielen 1992 in Barcelona absolvierte Luo Jianming seinen letzten Einsatz bei einer internationalen Meisterschaft. Wie bei allen vorhergehenden Meisterschaften schaffte er auch in Barcelona im Bantamgewicht mit 277,5 kg (125–152,5) den 3. Platz und gewann damit die olympische Bronzemedaille. Vor ihm platzierten sich nur seine alten Konkurrenten Chun Byung-kwan mit 287,5 kg (132,5–155) und Liu Shoubin, 277,5 kg (130–147,5).

## Internationale Erfolge
| Jahr | Platz  | Wettbewerb                             | Gewichtsklasse | |
| 1989 | 3.     | Junioren-WM in Fort Lauderdale/Florida | Bantam         | mit 267,5 kg (122,5–145), hinter Chun Byung-kwan, Südkorea, 275 kg (120–155) u. Albert Nasibulin, UdSSR, 270 kg (120–150)       |
| 1990 | 3.     | Asienspiele in Peking                  | Bantam         | hinter Chun Byung-kwan u. Liu Shoubin, China                                                                                    |
| 1990 | 3.     | WM in Budapest                         | Feder          | mit 287,5 kg (120–157,5), hinter Nikolaj Peschalow, Bulgarien, 297,5 kg (127,5–170) u. Kim Yong-Su, Nordkorea, 295 kg (135–160) |
| 1991 | 3.     | WM in Donaueschingen                   | Bantam         | mit 277,5 kg (130–147,5), hinter Chun Byung-kwan, 295 kg (130–165) u. Liu Shoubin, 292,5 kg (135–157,5)                         |
| 1992 | Bronze | OS in Barcelona                        | Bantam         | mit 277,5 kg (125–152,5), hinter Chun Byung-kwan, 287,5 kg (132,5–155) u. Liu Shoubin, 277,5 kg (130–147,5)                     |

## WM-Einzelmedaillen
- WM-Goldmedaillen: 1989/Reißen/Junioren
- WM-Silbermedaillen: 1991/Reißen
- WM-Bronzemedaillen: 1990/Reißen – 1990/Stoßen – 1991/Stoßen

## Erläuterungen
- alle Wettkämpfe im Zweikampf, bestehend aus Reißen und Stoßen,
- OS = Olympische Spiele,
- WM = Weltmeisterschaft,
- Bantamgewicht, damals bis 56 kg und Federgewicht, damals bis 60 kg Körpergewicht,
- seit 1988 werden bei Olympischen Spielen keine WM-Medaillen mehr vergeben